# Cetylalkoniumchlorid
Cetylalkoniumchlorid (synonym 16-Benzyldimethylhexadecylammoniumchlorid, 16-BAC) ist ein kationisches Tensid, das im Jahr 1934 von der I.G. Farben patentiert wurde.

## Synthese
Zur Synthese von Cetyalkoniumchlorid wird zuerst Hexadecylamin mit Benzylchlorid in einem Massenverhältnis von 185 zu 126,5 für 8 Stunden bei 100 °C gerührt. Nach Abkühlung wird das kristalline Produkt mit Methylchlorid umgesetzt.

## Eigenschaften
Cetylalkoniumchlorid besitzt als quartäre Ammoniumverbindung antibakterielle Eigenschaften. Die antibakteriell wirksame Einsatzkonzentration liegt zwischen 0,01 und 0,1 % (m/V). 

## Verwendung
Cetylalkoniumchlorid wird in der Biochemie im Zuge einer BAC-PAGE zur Trennung von stark positiv geladenen Proteinen und glykosylierten Membranproteinen und zur 2D-Gelelektrophorese von Membranproteinen eingesetzt, darunter auch zur Trennung mitochondrialer Membranproteine.
In der Augenheilkunde wird Cetylalkoniumchlorid verwendet, um Emulsionen mit positiven Ladungen zu versehen, wodurch sich die Micellen gegenseitig abstoßen.
In den USA und Großbritannien wird es unter anderem in Mundspülungen verwendet. Es ist in den USA seit 2010 als OTC-Zutat für Arzneimittel gelistet. In Großbritannien befindet sich Cetylalkoniumchlorid seit 2012 auf der Consolidated list of substances which are present in authorized medicines for general sale, mit einer maximalen Einsatzkonzentration von 0,1 % (m/V) auf der Haut oder Mundschleimhaut.